# Vila Indiana
A Vila Indiana é um pequeno bairro da cidade de São Paulo situado no distrito do Butantã.
A região possui muitos estudantes da Universidade de São Paulo, devido a sua proximidade e existência de uma entrada de pedestres conectando à Cidade Universitária Armando Salles de Oliveira. No bairro está localizado o Edifício Caburé, moradia estudantil da universidade em parceria com a organização da sociedade civil FICA.
A região tem importância ambiental crescente, sendo o ponto de início do Corredor Verde do Butantã, um projeto para melhorar a arborização urbana do distrito.
Na Vila Indiana encontra-se a Escola da Vila, uma conhecida escola particular paulistana, e a escola-cooperativa Arco.

## História

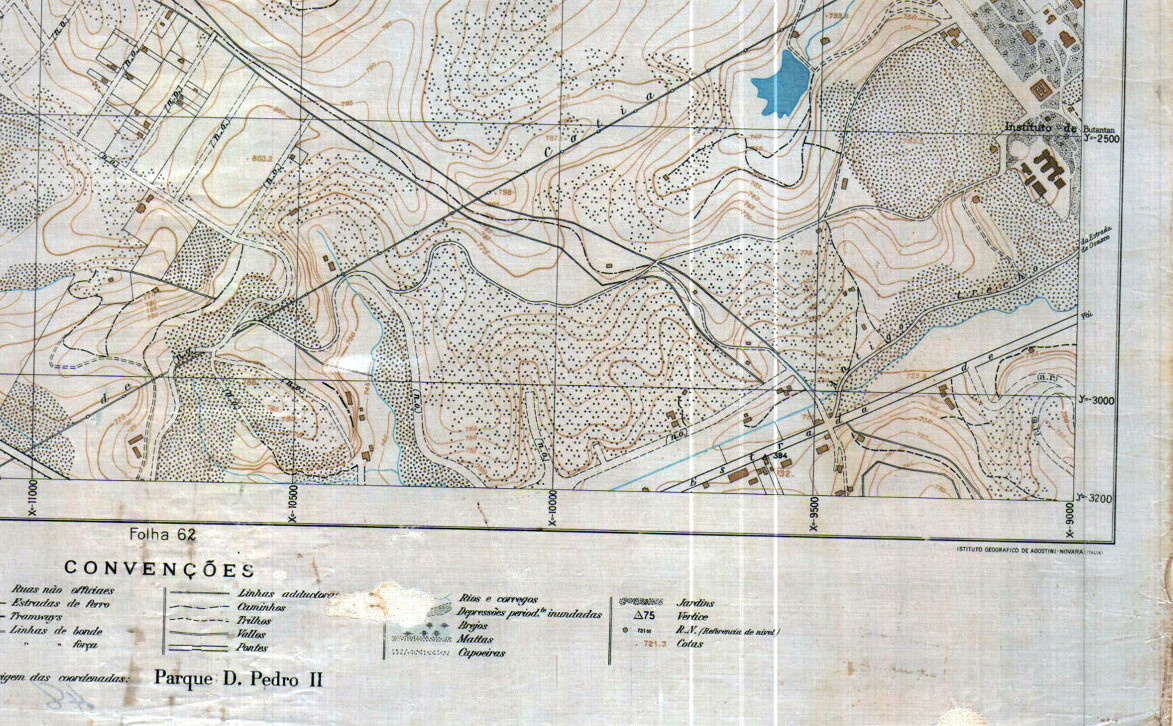
Mapa da Vila Indiana em 1930, com o Rio Iquiririm visível e o território majoritariamente ocupado por vegetação.

No passado o local era ocupado por chácaras, que, aos poucos, foram sendo loteadas com característica de ocupação essencialmente residencial.[carece de fontes?]
Havia no local hoje ocupado pelo BNH uma pedreira e o local designado como Jardim Rizzo era um "brejão".[carece de fontes?]
Fotos antigas do local indicam a exploração minerária, mediante extração de pedra da pedreira e areia do leito do Rio Tietê.[carece de fontes?]
Diversas de suas ruas tiveram os nomes oficializados pelo decreto 4713 de 13 de maio de 1960, assinado por Adhemar Pereira de Barros, incluindo as ruas Iquiririm, Barrozo Neto, Maestro Carlos Cruz, José Piragibe, Praça Santo Epifânio e Boturoca.
Em 1952, o bairro já era chamado de "Vila Indiana", constando em matéria de jornal que um morador da Rua Maestro Carlos Cruz foi atropelado por um caminhão na Avenida Vital Brasil.
Em 1956, foi  criada na Rua Corinto a Escola Isolada da Vila Indiana, a primeira do bairro, que mudou de endereço em 1968 e passou a se chamar Escola de 1° Grau Desembargador Amorim Lima. Hoje a escola, tecnicamente, é considerada parte do bairro vizinho de Vila Gomes.
O bairro se conectava à Estrada de Itú,  em trecho que em 1966 foi renomeado oficialmente como Avenida Corifeu de Azevedo Marques.
Em 1972,  houve uma obra na escadaria da Praça Santo Epifânio, indicada como uma das novas escadas de São Paulo.
Em 1975, uma matéria da Folha de S.Paulo destacou problemas na região da Avenida Corifeu de Azevedo Marques, incluindo o "bebedouro de Vila Indiana, esquecido pela Prefeitura", construído por moradores do bairro com lajotas coloniais em homenagem aos 150 anos da independência do Brasil. No mesmo ano, a USP já cadastrava moradias da região para apoio a programas de permanência estudantil.
Em 1976, o presidente da Sociedade Amigos de Bairro da Vila Indiana, Walter Biondo, se candidatou a vereador em São Paulo pela ARENA. A sociedade, fundada em 1971, contava em 1977 com 230 membros e organizava cursos para formar eletricistas e pintores, além de espaços de lazer e unidade do Mobral. Segundo Walter Biondo, morador do bairro desde 1952, a Sociedade permitiu reivindicações ao poder público para melhorar as condições do bairro. E que, quando foi morar na região, não havia "luz, água, asfalto, a canalização dos córregos e telefone.
Também no ano de 1976, a Folha cobriu a história de Joacir Castro, que em sua casa, na rua José Piragibe, 200, organizava o bumba-meu-boi Estrela do Norte, incluindo personagens tradicionais da brincadeira, com por volta de 10 atores fazendo até 50 personagens em cada auto.
Em 1978, a Rua Benedito de Souza possuía, segundo José R.C.Soares, esse nome e mais outros dois, estando ainda carente de infraestrutura de saneamento básico.
No ano de 1979, a Sociedade de Amigos do Bairro voltou a figurar nos jornais após confusões em assembleias. Os adversários de Walter Biondo o acusaram de manobras de "politicagem, pura e simples". O caso teve a participação do deputado Fernando Morais, do MDB, que redigiu um relatório se opondo a Walter e defendendo o grupo do adversário, Rigomar Barbosa.

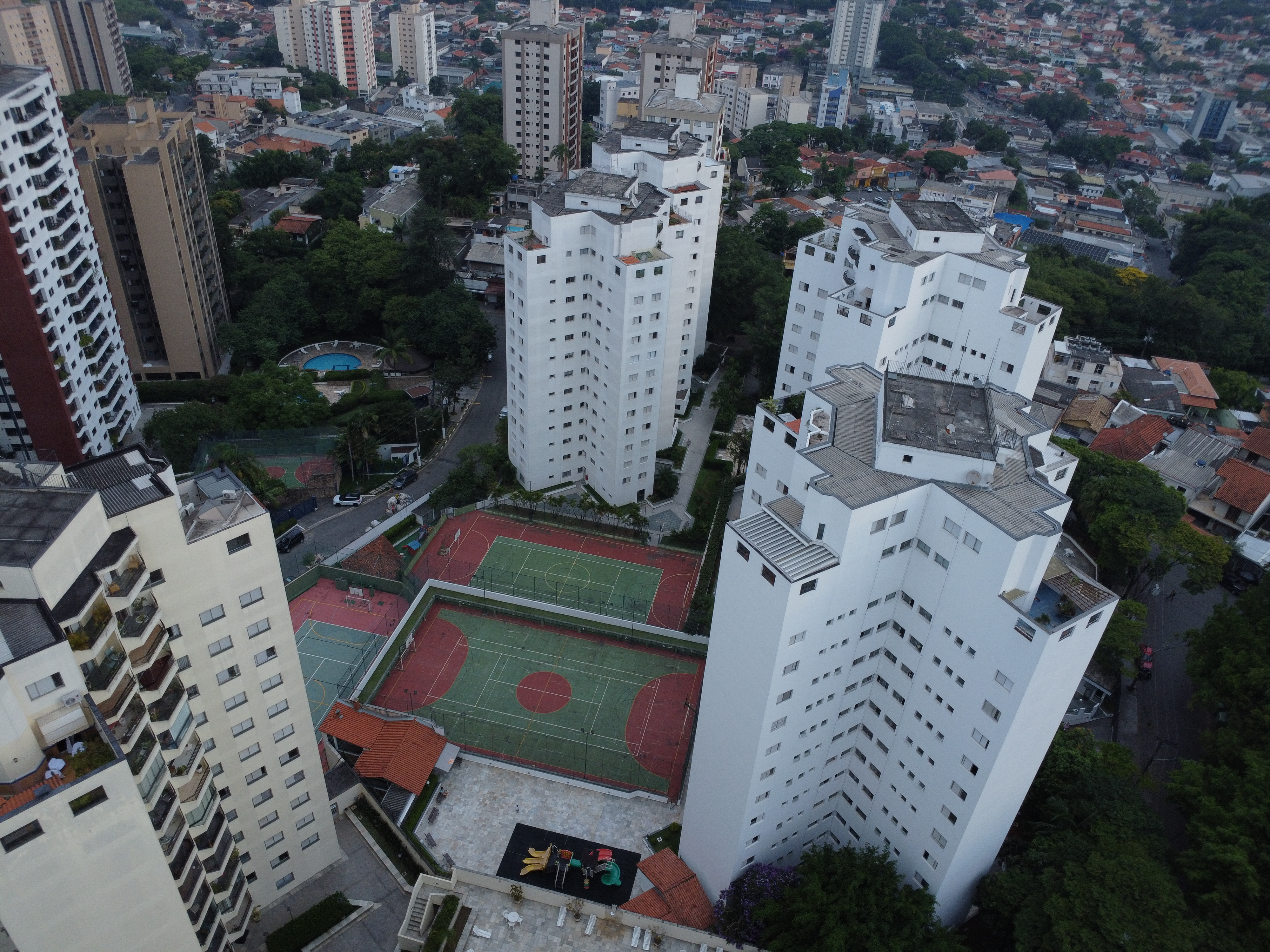
Vista aérea de condomínio do bairro construído em 1988.

Em 1984, o prefeito Mário Covas inaugurou a Escola 1° de Maio, ao lado da Escola Amorim Lima, em homenagem ao dia do trabalho.

O bairro foi descrito em 1996 como a "principal estrela do emergente mercado imobiliário do Butantã" oferecendo "tranquilidade aos moradores" e sendo "beneficiada pelas áreas verdes da Universidade de São Paulo", em reportagem contendo foto de vista aérea do bairro. Na época, foram construídos alguns edíficios da região com entradas comerciais no jornal, como o Parque dos Dourados, na Rua Abadia dos Dourados, e o Condomínio Piazza Costa Bela, na Rua Corinto, 512.

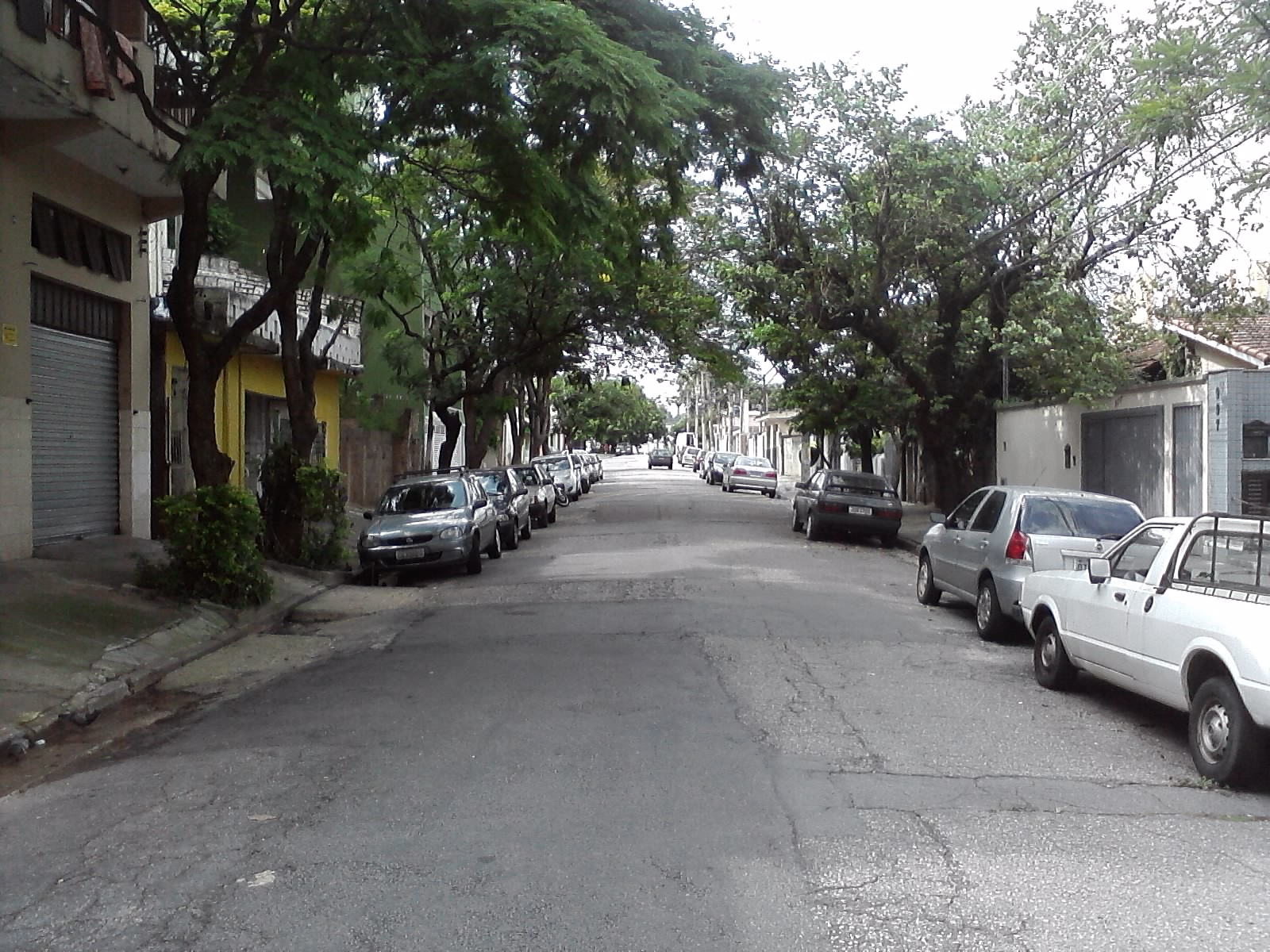
Rua Iquiririm, uma das ruas do bairro, em 2013

Em 2006, o restaurante Fazendinha, na Rua Barroso Neto, 200, figurou nos jornais pela sua feijoada e sua localização em meio a muitas árvores.
Em 2014, o urbanista José Bueno, criador da iniciativa Rios e Ruas com Luiz Campos Jr., descreveu a descoberta da nascente do Rio Iquiririm perto de sua casa, na Vila Indiana, onde a dupla abriu a nascente e fez dois lagos, em uma área que antes contia entulho.

### Bica da Vila Gomes
No local havia uma bica, que ficava na Praça Conselho Cunha Feijó. Antigamente, moradores da Vila Gomes e dos sub-distritos do entorno, iam buscar água por lá. Posteriormente a bica viria mudar de lugar. Passando ao outro lado da rua, que era considerado INOCOOP/Conjunto Residencial Butantã. O bolsão de água a qual a bica era ligada, hoje está contaminado, devido a pesada urbanização da região desde a década de 1980. O córrego principal a qual a bica está ligada aparentemente deságua no Córrego Pirajussara. O curso deste córrego é inteiramente canalizado, desde sua nascente, supostamente localizada na Vila Gomes. A única parte em que ele aparece, é nas proximidades da Academia de Polícia da USP.[carece de fontes?]
Bica da Rua Boturoca x Corifeu
Havia uma bica revestida por azulejos azuis portugueses onde outrora foi a parada de mascates que levavam telhas para o interior paulista. Alguns poucos azulejos ainda podem ser vistos encrustados na figueira que ali cresce. Esta bica era usada para dar água as mulas de carga  e aos cavalos. [carece de fontes?]

## Comércio
Os comércios existentes na Vila Indiana são comércios locais, sendo que a maioria está situada na Avenida Corifeu, que tem início ao final da Av. Vital Brasil. Mas existem alguns estabelecimentos que se destacam, como o supermercados Violeta e Oba. Também se destaca a Casa do Norte e a Padaria Cidade Universitária, que é um dos mais antigos estabelecimentos locais.[carece de fontes?]

## Segurança
O bairro, com grande presença de estudantes, nas décadas de 2010 e 2020, apareceu diversas vezes na mídia por roubos a estudantes, e subterfúgios como a contratação de vigias para caronas de moto. O bairro é classificado pelo CRECI como "Zona de Valor C", assim como outros bairros da capital como Santana, Tatuapé e Barra Funda.

## Logradouros
O bairro da Vila Indiana tem mais de 20 logradouros, com diversos Códigos de Endereçamento Postal:

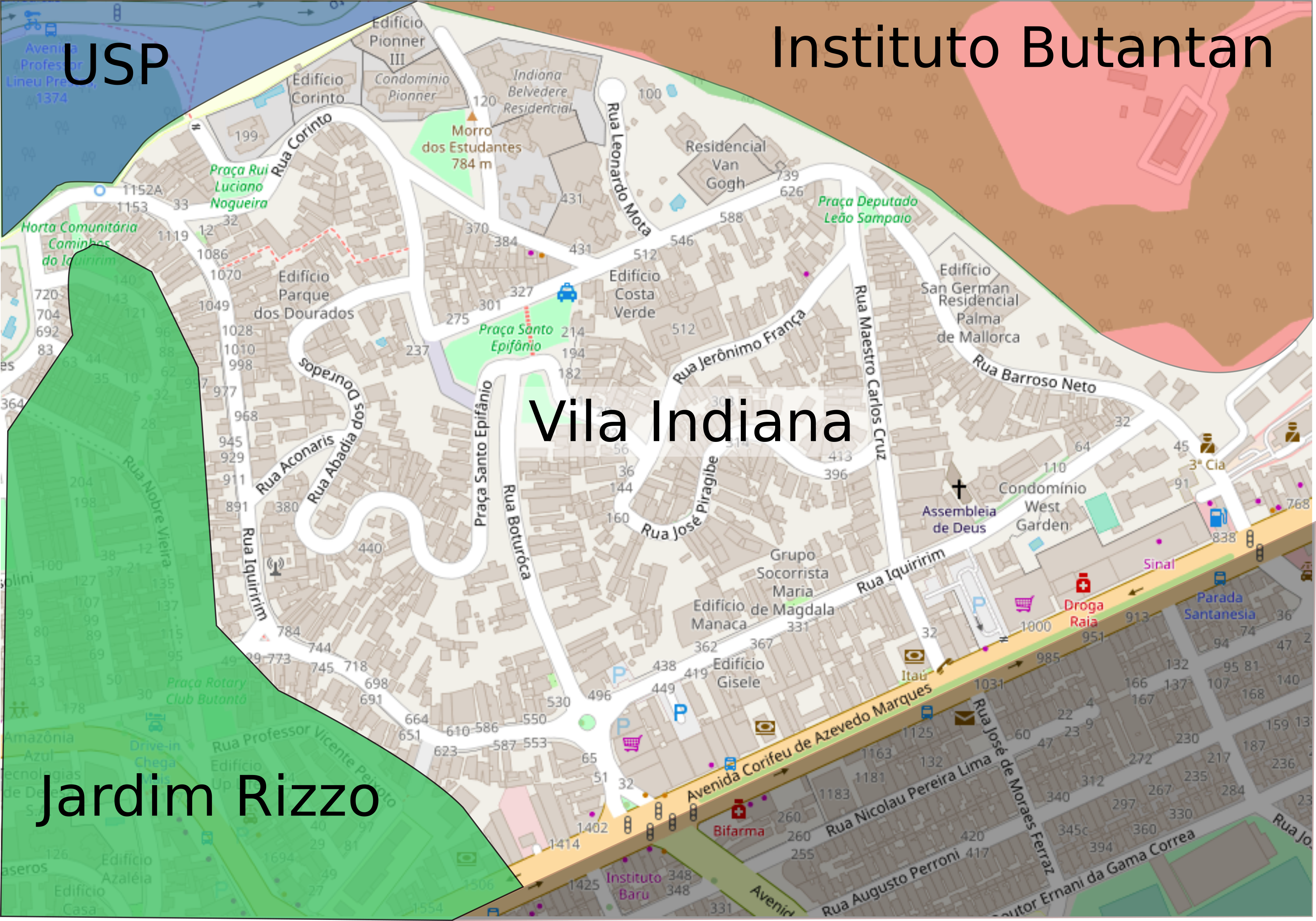
Mapa da área principal da Vila Indiana em novembro de 2023, de acordo com colaboradores do Open Street Map. A leste, fora da imagem, encontra-se a Avenida Osasco, também parte do bairro.

| Logradouro                    | CEP                                             | Data de oficialização do nome                  | Entrada no DIC.ruas do AHM | Nomeado em homenagem a            | Imagem |
| ----------------------------- | ----------------------------------------------- | ---------------------------------------------- | -------------------------- | --------------------------------- | ------ |
| Avenida Osasco                | 05585-000                                       | 13 de maio de 1960 (antes Estrada de Osasco)   | [ 36 ]                     | Osasco                            |        |
| Praça Capitão Santana         | 05585-060                                       |                                                | [ 37 ]                     |                                   |        |
| Praça Conselheiro Cunha Feijó | 05586-015                                       |                                                | [ 38 ]                     | Luís da Cunha Feijó               |        |
| Praça Flávio Gomes Schermann  | 05586-002                                       |                                                | [ 39 ]                     |                                   |        |
| Praça José Piragibe           | 05585-050                                       | 13 de maio de 1960 (antes Rua 10)              |                            |                                   |        |
| Praça Doutor Reynaldo Anaute  | 05586-065                                       |                                                |                            |                                   |        |
| Praça Santo Epifânio          | 05586-070                                       |                                                | [ 40 ]                     | Santo Epifânio                    |        |
| Rua Abadia dos Dourados       | 05586-030                                       |                                                | [ 41 ]                     | Abadia dos Dourados (MG)          |        |
| Rua Aconaris                  | 05586-040                                       |                                                | [ 42 ]                     | Povo indígena Aconaris            |        |
| Rua Barroso Neto              | 05585-010                                       | 13 de maio de 1960 (oficialmente Barrozo Neto) | [ 43 ]                     |                                   |        |
| Rua Benedito de Souza         | 05586-050                                       |                                                |                            |                                   |        |
| Rua Boturoca                  | 05586-010                                       | 13 de maio de 1960                             | [ 44 ]                     | Do tupi, refúgio da montanha      |        |
| Rua Castor da Silva           | 05586-020                                       |                                                | [ 45 ]                     | bandeirante Castor da Silva       |        |
| Rua Corinto                   | 05586-060                                       |                                                | [ 46 ]                     |                                   |        |
| Rua Iquiririm                 | 05586-000 (até o 500) 05586-001 (do 501 ao fim) | 13 de maio de 1960 (antes Rua 32)              | [ 47 ]                     | Do tupi, rio silencioso           |        |
| Rua Jerônimo França           | 05585-070                                       | 13 de maio de 1960 (antes Rua 9)               | [ 48 ]                     |                                   |        |
| Rua José Piragibe             | 05585-040                                       | 13 de maio de 1960                             | [ 49 ]                     |                                   |        |
| Rua Leonardo Mota             | 05586-090                                       |                                                | [ 50 ]                     | jornalista cearense Leonardo Mota |        |
| Rua Maestro Carlos Cruz       | 05585-020                                       | 13 de maio de 1960 (antes Rua 6)               | [ 51 ]                     |                                   |        |
| Rua Pedro Castelo Branco      | 05585-030                                       |                                                |                            |                                   |        |
| Rua Sousa Reis                | 05586-080                                       |                                                |                            |                                   |        |